# میشائل رویش
میشائل رویش (به انگلیسی: Michael Reusch) ژیمناست زادهٔ ۳ فوریه ۱۹۱۴ میلادی اهل کشور سوئیس است.